# Orangehuvad trädekorre
Orangehuvad trädekorre (Funisciurus leucogenys) är en däggdjursart som först beskrevs av Waterhouse 1842. Den ingår i släktet Funisciurus och familjen ekorrar. IUCN kategoriserar arten globalt som livskraftig.

## Beskrivning
Pälsen är olivbrun på ryggsidan med en längsrad av bleka till orangefärgade punkter eller streck längs sidan. Ansiktet är vanligen rödorange, svansen har ett rödorange längsband på undersidan, omväxlande vita och svarta, korsande band på ovansidan. Buksidan är nästan helt vit till blekorange. Färgteckningen är ganska variabel; se nedan under Underarter. Kroppslängden är 17 till 21,5 cm, ej inräknat den 13 till 20 cm långa svansen, och vikten är 200 till 300 g.

## Underarter
Catalogue of Life samt Wilson & Reeder (2005) skiljer mellan tre underarter:
- Funisciurus leucogenys leucogenys (Waterhouse, 1842) Buksidan är vit, sidolinjen uppdelad i oregelbundna småstrimmor.[8]
- Funisciurus leucogenys auriculatus (Matschie, 1891) Buksidan orangeaktig, mörkröd hjässa, svarta fläckar bakom öronen och ett ljusgrått till brungrått fält över skuldrorna. Finns i övre Kamerun och på Kamerunberget.[8]
- Funisciurus leucogenys oliviae (Dollman, 1911) Buksidan orangeaktig, sidolinjen uppdelad i runda fläckar, röd hjässa, svarta fläckar bakom öronen och klarrös svansundersida. Finns i Ghana, Togo, Nigeria och västra Kamerun.[8]

## Utbredning
Denna trädekorre förekommer norr om Guineabukten från sydöstra Ghana till sydvästra Centralafrikanska republiken.

## Ekologi
Habitatet utgörs av fuktiga skogar, både i låglänta områden och bergsskogar. Individerna är nattaktiva och håller sig på eller nära marken. Födan utgörs troligtvis främst av fallfrukt.
Bona inrättas i håligheter i träden eller byggs på marken. Yngelboet konstrueras vanligen i utrymmen bland trädrötterna, och kläs med gräs och blad. Honan får i regel endast en unge.